# La vall del fugitiu
La vall del fugitiu (títol original en anglès: Tell Them Willie Boy Is Here) és una pel·lícula estatunidenca d'Abraham Polonsky estrenada el 1969. Ha estat doblada al català.

## Argument
Indi de la tribu Paiute, Willie Boy torna a la seva regió natal, a Califòrnia, per tal de casar-s'hi amb la dona índia que estima, Lola Boniface. El pare i els germans d'aquesta s'hi oposen categòricament. En situació de legítima defensa, Willie Boy mata el pare de Lola i fuig amb ella. El xèrif local, Cooper, es llança a la seva persecució després hi renunciarà davant les dificultats i els problemes plantejats. Tanmateix, després de la mort d'un vell amic del seu pare, reprendrà aquesta persecució fins al final.

## Repartiment
- Robert Redford: Christopher Cooper
- Katharine Ross: Lola Boniface
- Robert Blake: Willie Boy
- Susan Clark: Dr. Elisabeth Arnold
- Barry Sullivan: Ray Calvet
- John Vernon: Hacker
- Charles McGraw: Franck Wilson
- Robert Lipton: Newcombe
- Charles Aidman: Bendy
- Lloyd Gough: Dexter
- Ned Moreno: Tom
- John Dahiem: Sam Wood
- Lee De Broux: Meathead
- George Tyne: el marit
- John Wheeler: Newman
- Eric Holland: Digger
- Garry Walberg: Dr. Mills
- Jerry Velasco: Chino
- Wayne Sutherlin: Harry
- Jerome Raphel: el viatjant
- Lou Frizzell: l'agent

## Anàlisi
Willie Boy és un western de caràcter sociològic. Les lleis del gènere gairebé no hi són presents: els indis ja no són en el sender de la guerra, els codis de comportament i de costums de vida del Far West - situat al començament del segle XX - són canviants, els atributs i ni es diferencia la roba de cadascun dels pobles. La problemàtica és més aviat la de la integració dels pobles "native land" a l'Amèrica del futur. La desesperació de Willie Boy s'alimenta d'aquesta dificultat per vèncer els prejudicis i els reflexos racistes. En aquest sentit, la pel·lícula és extremadament moderna. Willie Boy no té de cap manera la voluntat de barallar-se amb els blancs: no percep, a la llum dels fets concrets, cap futur real per al seu poble.
Willie Boy és una pel·lícula complexa que demana molta atenció per captar tots els matisos, atès que els diàlegs són minimalistes. Tracta de temes universals sense fer cap judici deixant a cada espectador la cura de reflexionar-hi. La seva bellesa plàstica és tal que les visions successives omplen la mirada i l'esperit dels espectadors exigents.
En una visió desposseïda i concentrada, però no obstant això "farcida de detalls realistes que són sovint fulgurants" (Bertrand Tavernier), la pel·lícula denuncia, amb una nitidesa extraordinària, el destí terrible d'una part de la història americana que, en el seu diàleg últim, s'expressa per la veu del xèrif Cooper, assistint a la incineració de Willie Boy: "Digui'ls que ja no tenim records." Aquesta frase recorda, de manera paradoxal, aquella, famosa, de L'home que va matar Liberty Valance on es diu que, a l'Oest americà, és la llegenda la que es publica i no la realitat. "John Ford és situat dins del mite, Mentre jo ho observo de l'exterior", deia en resum Abraham Polonsky.

## Premis i nominacions[calcitació]

### Premis
- 1971: BAFTA al millor actor per Robert Redford
- 1971: BAFTA a la millor actriu per Katharine Ross

## Al voltant de la pel·lícula
La pel·lícula d'Abraham Polonsky aborda el delicat problema de les Reserves índies. Aquest aspecte de la història dels Estats Units no havia estat tractat, de manera tan abrupta, des de la pel·lícula d'Alan Crosland: Massacra, dirigida el 1934. Robert Aldrich, sovint a prop d'Abraham Polonsky - ha col·laborat amb ell a la pel·lícula ‘‘ Force of Evil ‘‘ - ho evo, al seu torn, el 1972, a ‘‘Furor Apache’’.